# Literarischer Anzeiger (Wien)
Der Literarische Anzeiger (Untertitel: enthaltend Merkwürdigkeiten über Bücherwesen und Schriftstellerey, bibliographische Anecdoten, gelehrte Seltenheiten und Sonderbarkeiten, literarhistorische Aufsätze ; vorzüglich die neuesten in- und ausländischen Bücher, Recensionen, Nachrichten von Schriftstellern) war eine von Januar 1819 bis Dezember 1822 im Verlag Mayer in Wien erscheinende Literaturzeitschrift bzw. ein literarisch-bibliogeafisches Nachrichtenblatt.
Ständige Rubriken waren:
- Listen inländischer Bücher (nur bibliografische Angaben)
- Listen ausländischer Bücher (nur bibliografische Angaben)
- Kurzrezensionen und Inhaltsangaben, wobei ein großer Teil aus Zitaten anderer Publikationen besteht
- Miszellen (Titelverleihungen, Auszeichnungen, Preisausschreiben, Todesnachrichten etc.)